# Jackson Hole
Jackson Hole (Trou de Jackson) est une vallée de l’Ouest de l’État du Wyoming aux États-Unis.
La vallée tire son nom de David Edward Jackson un montagnard et trappeur de castors du début du XIXe siècle. Précédemment utilisée pour chasser par les Amérindiens, la vallée ne fut pas habitée en permanence avant les années 1870.
Une description de la vallée fut inscrite dans le journal de John Colter qui participa à l’expédition de Lewis et Clark. Colter passa par le col Togwotee pour atteindre la vallée. Ses notes concernant la vallée, la cordillère Teton Range et la région du parc national de Yellowstone furent accueillies par les gens de l’époque avec beaucoup de scepticisme.
La vallée est formée par les cordillères de Teton Range et de Gros Ventre Range. Le parc national de Grand Teton occupe la partie de la vallée où l’on trouve également le lac Jackson. La ville de Jackson se situe à la sortie Sud de la vallée. La rivière Snake s’alimente dans la vallée, notamment avec les eaux d'un de ses affluents la rivière Gros Ventre.
En 1985, la vallée fut employée comme décor du film Rocky 4 lorsque le personnage de fiction Rocky était supposé s’entraîner en Sibérie.
L'hôtel Jackson Lake Lodge s'y trouve, où se déroule chaque été un symposium économique, où sont notamment conviés les dirigeants des banques centrales.
Une difficile piste de ski, le couloir de Corbet, se trouve sur le domaine de Jackson Hole.

## Au cinéma

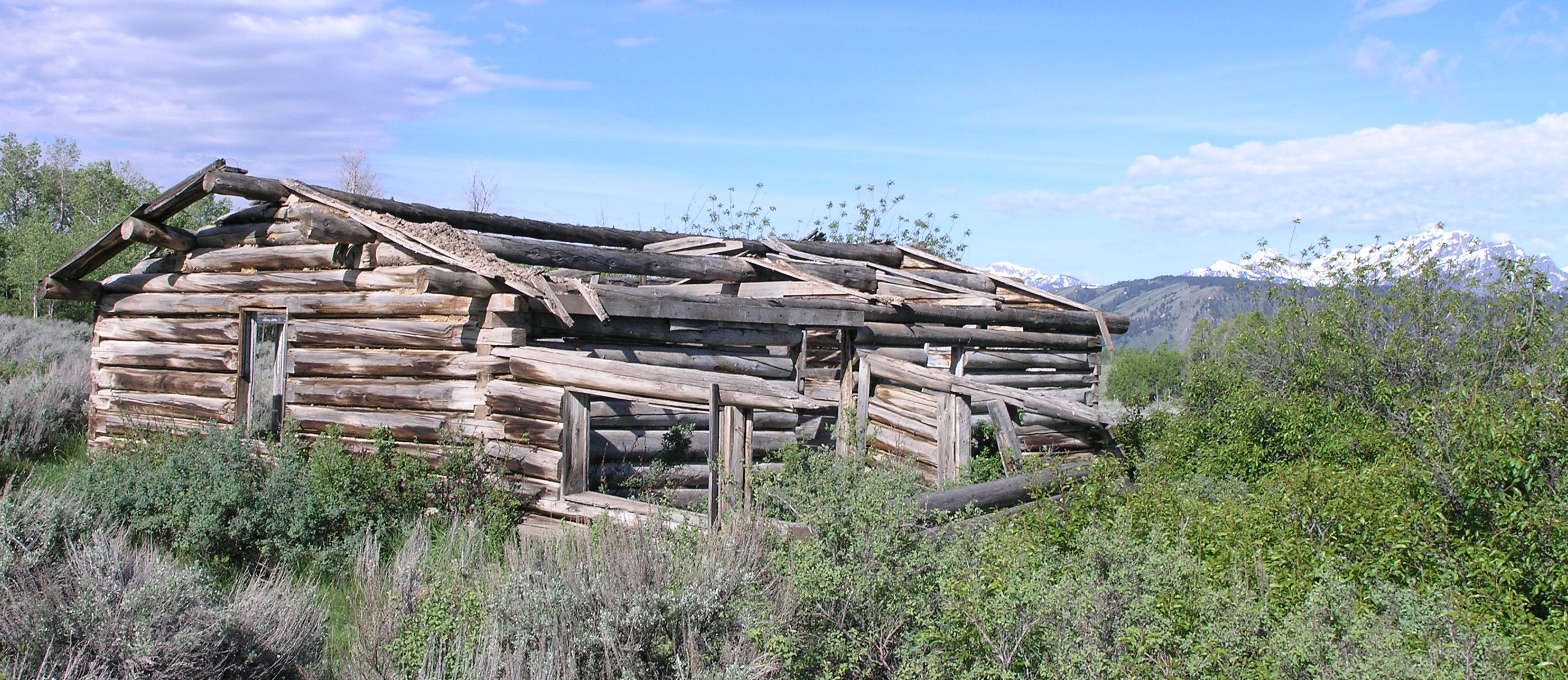
Cabane abandonnée dans la vallée.

Jackson Hole a été le théâtre du tournage de plusieurs films :   
- Trois sublimes canailles (3 Bad Men, 1926) - avec George O'Brien et Olive Borden et réalisé par John Ford ;
- La Piste des géants (The Big Trail, 1930) - avec John Wayne ;
- Au pays de la peur (The Wild North, 1952) avec Stewart Granger, Cyd Charisse,... et réalisé par Andrew Marton ;
- La Captive aux yeux clairs (1952) - avec Kirk Douglas ;
- L'Homme des vallées perdues (Shane, 1953) - avec Alan Ladd et réalisé par George Stevens[2] ;
- La Montagne des neuf Spencer (1963) ;
- Ça va cogner (1980) - avec Clint Eastwood ;
- La Fureur sauvage (The Mountain Men, 1980) - avec Charlton Heston ;
- Rocky 4 (1985) - avec Sylvester Stallone et Dolph Lundgren ;
- Danse avec les loups (1990) - avec Kevin Costner ;
- Django Unchained (2012) - un film de Quentin Tarantino, avec Jamie Foxx et Leonardo DiCaprio.

## En politique
Une des plus anciennes conférences sur la politique économique des banques centrales au monde, le colloque de Jackson Hole, se tient dans la ville. Cet événement rassemble en août, chaque année depuis 1982, un grand nombre de spécialistes :  économistes, acteurs des marchés financiers, universitaires, représentants des gouvernements et des médias d’information pour traiter de questions de politique à long terme. Cette conférence est régulièrement l'occasion d’annonces importantes sur l'avenir des politiques monétaires.